# Павлов, Федот Семёнович
Федот Павлов (род. 9 марта 1914 Старочеркаск — 1 августа 2004 Москва) советский и русский историк, доктор исторических наук, профессор, кавалер ордена "Дружба" Китай.

## Биография
Родился в станице Старочеркаск, Ростовской губернии, в 1940 году окончил Новочеркаский педагогический университет. В 1941 году мобилизирован, служил на Ближнем Востоке и Узбекистане с 1943 года в Киевском военном округе. С 1948 года в аспирантуре Киевского университета. Защитил кандидатскую диссертацию в 1948 году. Тема: Борьба В. И. Ленина и И. В. Сталина за соединение научного социализма с рабочим движением (1893–1904 гг.)
С 1949 года доцент кафедры истории КПСС в Днепропетровском университете. С 1953 по 1956 год находился в Китае, преподавал в Пекинском университете. Выпустил на китайском языке курс лекций в двух томах. Награжден правительством орденом "Дружба" Позже читал лекции в Берлинском и Лейпцигском университетах. После этого 1969 года защитил докторскую диссертацию Политика и тактика КПК по отношению к национальной буржуазии в переходный период к социализму С 1966 года декан исторического факультета Днепропетровского государственного университета имени 300-ия воссоединения Украины с Россией. С 1971 года переведен в Москву.
Работы:
Моральные и материальные стимулы к труду
Успехи КНР в строительстве социализм